# Madagascar 2 (jeu vidéo)
Ne doit pas être confondu avec Madagascar 2 ou Madagascar 2 (bande originale).
Madagascar 2 (Madagascar: Escape 2 Africa) est un jeu vidéo d'action-aventure développé par Toys for Bob et édité par Activision, sorti en 2008 sur Windows, Wii, PlayStation 2, PlayStation 3, Xbox 360 et Nintendo DS.

## Voix françaises
- Donald Reignoux : Melman, la girafe
- Paul Borne : Zuba, le père d'Alex
- Martial Le Minoux : Marty, le zèbre, Mortimer, le lémurien, Commandant, le pingouin
- Gilles Morvan : Kowalski, le pingouin
- Marc Alfos : Maurice